# Hector Champagne
Hector Champagne est un homme politique québécois. Il était le député libéral provincial de Deux-Montagnes de 1897 à 1908.